# Arthur Boka
Arthur Etienne Boka (n. 2 aprilie 1983, Abidjan) este un fotbalist ivorian care joacă ca fundaș stânga iar în prezent este liber.

## Carieră

### Club
La fel ca mulți jucători de succes din Coasta de Fildeș, și-a început cariera la clubul de origine ASEC Abidjan, după ce a venit prin sistemul lor de tineret renumit, care a produs și jucători precum Kolo Touré, Emmanuel Eboué și Aruna Dindane. S-a alăturat clubului după ce a intrat pe străzile din capitala Abhiliei din Coasta de Fildeș și a cerut un proces. După absolvirea academiei, el a plecat la clubul belgian K.S.K. Beveren în 2002, unde performanțe impresionante i-au adus un transfer la clubul de atunci Ligue 1 RC Strasbourg din Franța pentru sezonul 2004-05. El a impresionat mai departe la Strasbourg, dar după retrogradarea lor la sfârșitul sezonului 2005-06, a plecat să se alăture clubului german VfB Stuttgart. Impresionantul său atac care a avut un rol minunat pe poziția sa lateral stângă a câștigat porecla "Roberto Carlos african". În sezonul 2006-07, Boka a câștigat titlul Bundesliga cu VfB Stuttgart.
La 14 ianuarie 2009 a extins contractul la VfB Stuttgart până în vara lui 2012. La 30 mai 2012, Boka a semnat un nou contract pe un an cu o opțiune pentru încă un an la VfB Stuttgart. Boka obișnuia să joace pe stânga, dar la mijlocul sezonului 2012-13 Bundesliga a început să joace ca mijlocaș defensiv. La 1 mai 2014, Boka a fost de acord cu un transfer în La Liga spaniolă, la Málaga CF, semnând un acord de doi ani cu Andaluzii. El a debutat în competiție pe 29 august, cu o înfrângere de 0-3 față de Valencia CF. Sa alăturat echipei elvețiene FC Sion în iulie 2016, dar a plecat în februarie 2017 după doar trei apariții în Super League.

## Statistică
La 29 august 2014.
| Club             | Campionat          | Sezon            | Liga | Liga | Cupă | Cupă | Europa | Europa | Total | Total |
| Club             | Campionat          | Sezon            | Meci | Gol  | Meci | Gol  | Meci   | Gol    | Meci  | Gol   |
| ---------------- | ------------------ | ---------------- | ---- | ---- | ---- | ---- | ------ | ------ | ----- | ----- |
| Beveren          | Jupiler Pro League | 2002–03          | 30   | 3    | 1    | 0    | 0      | 0      | 31    | 3     |
| Beveren          | Jupiler Pro League | 2003–04          | 29   | 1    | 5    | 0    | 0      | 0      | 34    | 1     |
| Beveren          | Beveren Total      | Beveren Total    | 59   | 4    | 6    | 0    | 0      | 0      | 65    | 4     |
| Strasbourg       | Ligue 1            | 2004–05          | 34   | 0    | 6    | 0    | 0      | 0      | 40    | 0     |
| Strasbourg       | Ligue 1            | 2005–06          | 27   | 0    | 3    | 0    | 8      | 1      | 38    | 1     |
| Strasbourg       | Ligue 2            | 2006–07          | 5    | 2    | 0    | 0    | 0      | 0      | 5     | 2     |
| Strasbourg       | Strasbourg Total   | Strasbourg Total | 66   | 2    | 9    | 0    | 8      | 1      | 83    | 3     |
| Stuttgart        | Bundesliga         | 2006–07          | 19   | 1    | 3    | 0    | 0      | 0      | 22    | 1     |
| Stuttgart        | Bundesliga         | 2007–08          | 17   | 0    | 3    | 0    | 3      | 0      | 23    | 0     |
| Stuttgart        | Bundesliga         | 2008–09          | 18   | 0    | 2    | 0    | 9      | 0      | 29    | 0     |
| Stuttgart        | Bundesliga         | 2009–10          | 14   | 0    | 2    | 0    | 6      | 0      | 22    | 0     |
| Stuttgart        | Bundesliga         | 2010–11          | 23   | 2    | 2    | 0    | 5      | 0      | 30    | 2     |
| Stuttgart        | Bundesliga         | 2011–12          | 13   | 0    | 1    | 0    | 0      | 0      | 14    | 0     |
| Stuttgart        | Bundesliga         | 2012–13          | 25   | 1    | 5    | 1    | 8      | 1      | 38    | 3     |
| Stuttgart        | Bundesliga         | 2013–14          | 25   | 1    | 0    | 0    | 4      | 0      | 29    | 1     |
| Stuttgart        | Stuttgart Total    | Stuttgart Total  | 154  | 5    | 18   | 1    | 35     | 1      | 207   | 7     |
| Málaga           | La Liga            | 2014–15          | 23   | 0    | 3    | 0    | 0      | 0      | 26    | 0     |
| Málaga           | La Liga            | 2015–16          | 1    | 0    | 0    | 0    | 0      | 0      | 1     | 0     |
| Málaga           | Málaga Total       | Málaga Total     | 24   | 0    | 3    | 0    | 0      | 0      | 27    | 0     |
| Total în carieră | Total în carieră   | Total în carieră | 303  | 11   | 36   | 1    | 43     | 2      | 382   | 14    |